# Axel Hennix

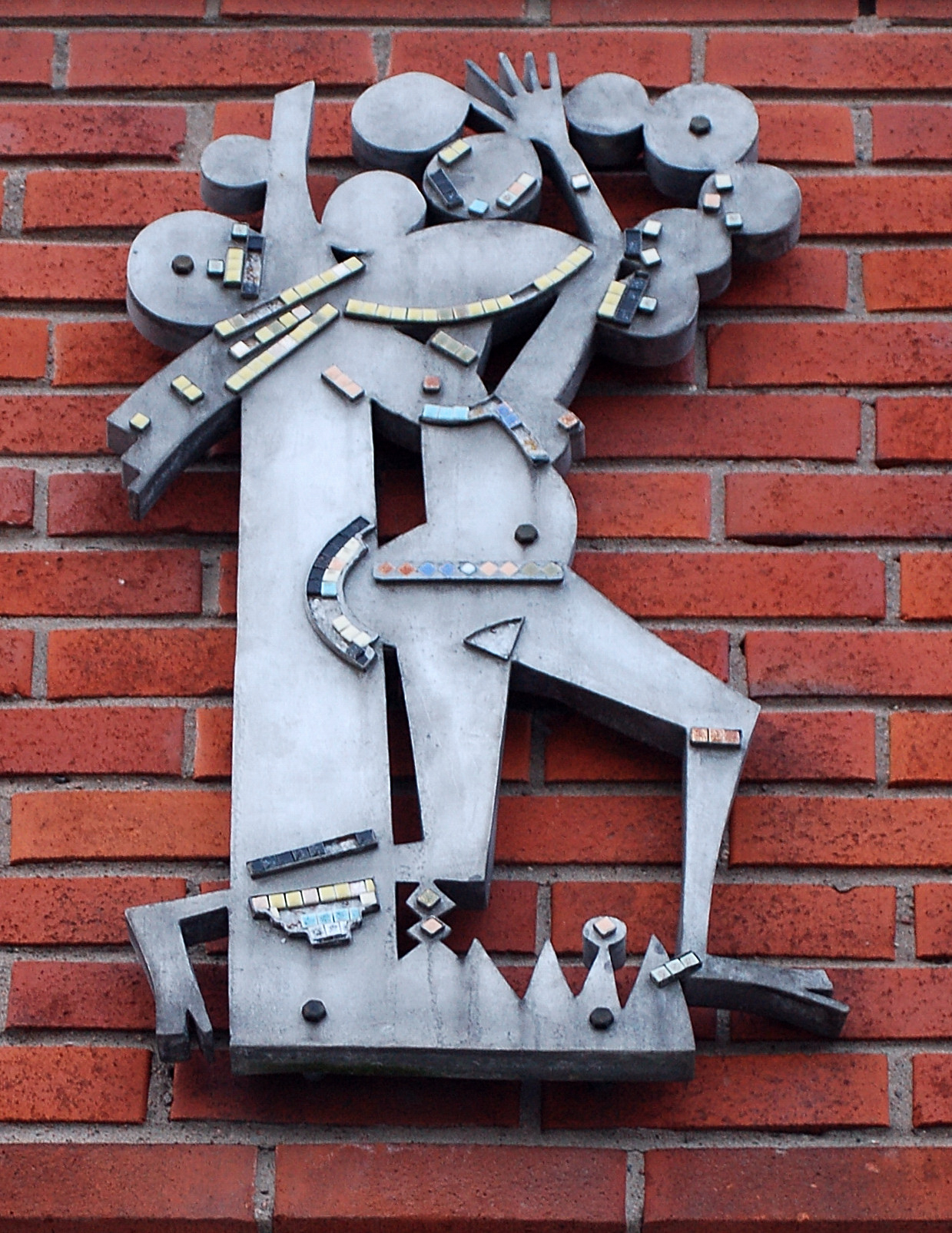
Fasadutsmyckning på Hemvägen i Karlstad av Axel Hennix

Axel Hennix född 5 maj 1905 i Östersund, död 20 juli 1988 i Ny församling, Arvika, var en svensk målare, tecknare, konsthantverkare och barnboksförfattare. Han var bror till konstnärerna Göte och Pär (Pelle) Hennix.

## Biografi
Hennix studerade vid Konstakademin 1928-1930 och för André Lhote i Paris 1931, varefter han företog studieresor till flera av Europas länder fram till 1934. Som konstnär målade han mestadels figurkompositioner men utförde även bokomslag, träskulpturer och fasadutsmyckningar. Som illustratör har han bland annat illustrerat Pontus Horisontus (Pontus Henriques) Grev Archibald den grymme och de båda olyckliga bröderna Dunkan och Skinkan samt Harry Martinsons dikt Påskliljan i tidningen Arbetet 1942. Han deltog tillsammans med bland andra Albin Amelin, Gideon Börje, Sven Erixson och Sven Hempel, i LO och ABF:s konstutställning på Brunnersvik 1939, efter att utställningen stängdes omskapades den till en vandringsutställning i landets arbetarkommuner. På de olika platserna svarade Folkets hus för lokal och ABF-avdelningen för hängningen. Han medverkade även i Sveriges allmänna konstförenings samlingsutställningar på Liljevalchs konsthall i Stockholm 1929 och 1942. Han är representerad med en temperamålning Byskvaller på Arvika sanatorium samt med fasadutsmyckningen Livets gåvor. Nedbrytande krafter och balans i bostadsområdet Hemvägen, Våxnäs, Karlstad. Tillsammans med Helmer Forslund, Våge Albråten, Thore Andersson startade han konstgalleriet Konsttjällaren.